# Dongguk Tonggam

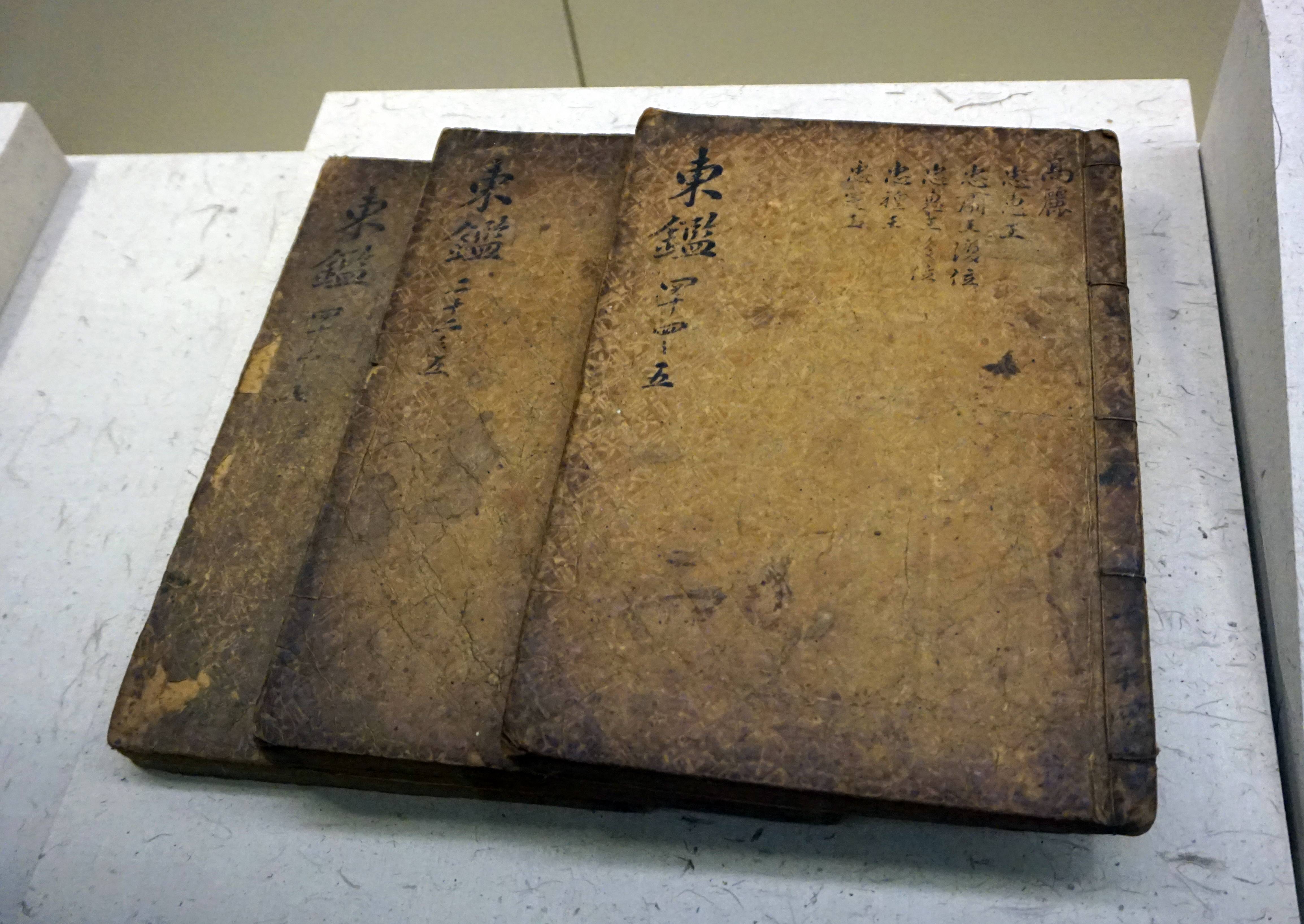
Dongguk Tonggam

Le Dongguk Tonggam (동국통감,  東國通鑑) est une chronique de l´histoire ancienne de la Corée compilée par Seo Geo-Jeong (서거정) (1420-1486) et d´autres lettrés du XVe siècle. Commandée au départ par le roi Sejo en 1446, elle fut terminée sous le règne de Seongjong en 1485. L´homme politique Choe Bu participa à la compilation de cette œuvre. Les travaux plus anciens qui auraient pu servir de sources n´existent plus. C´est dans ce livre que l´on trouve la plus vieille liste des noms des souverains du royaume de Gojeoson.

## Seconde édition
La seconde édition du Dongguk Tonggam a été classée parmi les trésors nationaux de la Corée du Sud (n° 283).